# Філадельфія Флаєрс
«Філаде́льфія Фла́єрс» (укр. Льотчики Філадельфії, англ. Philadelphia Flyers) — заснована у 1967 професіональна хокейна команда міста Філадельфія у штаті Пенсільванія. Команда — член Столичного дивізіону, Східної конференції, Національної хокейної ліги.
Домашній майданчик для «Філадельфія Флаєрс» — Веллс Фарго Центр.
«Флаєрс» виграли хокейний трофей Кубок Стенлі у роках 1973–1974 і 1974–1975.

## Володарі Кубка Стенлі

### Сезон1973–1974
| Воротарі: Берні Парент, Боббі Тейлор Захисники: Ед Ван Імп, Том Блейдон, Беррі Ешбі, Андре Дюпон, Джо Вотсон, Джиммі Вотсон Нападники: Білл Барбер, Дейв Шульц, Боб Келлі, Білл Клемент, Гері Дорнгефер, Террі Крісп, Боббі Кларк (К), Симон Ноле, Росс Лонсберрі, Рік Макліш, Білл Флетт, Орест Кіндрачук, Дон Салескі, Брюс Кувік Головний тренер: Фред Шеро |

### Сезон1974–1975
| Воротарі: Берні Парент, Боббі Тейлор, Вейн Стівенсон Захисники: Ед Ван Імп, Том Блейдон, Ларрі Гуденудж, Андре Дюпон, Джо Вотсон, Джиммі Вотсон, Тед Гарріс Нападники: Білл Барбер, Дейв Шульц, Боб Келлі, Білл Клемент, Гері Дорнгефер, Террі Крісп, Боббі Кларк (К), Росс Лонсберрі, Рік Макліш, Орест Кіндрачук, Дон Салескі, Реджі Ліч Головний тренер: Фред Шеро |

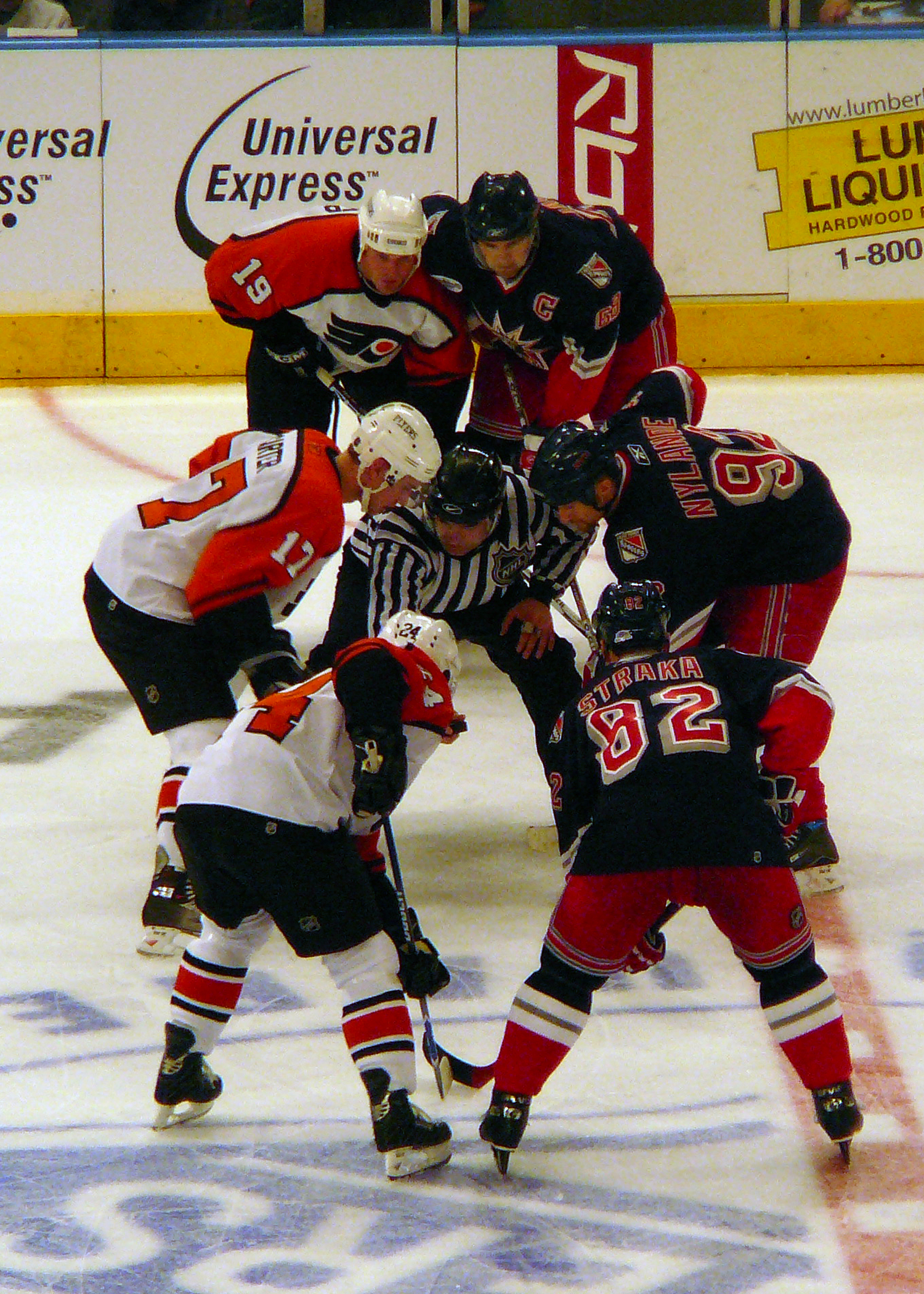
Гравці «Філадельфії» (світла форма) у матчі проти «Нью-Йорк Рейнджерс» (темна форма).